# Elizabeth Deignan
Elizabeth Mary Deignan z domu Armitstead (ur. 18 grudnia 1988 w Beverley) – brytyjska kolarka torowa i szosowa, wicemistrzyni olimpijska w kolarstwie szosowym (2012), siedmiokrotna medalistka mistrzostw świata, pierwsza zwyciężczyni klasyku Paryż-Roubaix kobiet.

## Kariera
Pierwszy sukces w karierze Elizabeth Armitstead osiągnęła w 2005 roku, kiedy na torowych mistrzostwach świata juniorów zajęła drugie miejsce w scratchu. W latach 2007–2008 zdobyła pięć medali mistrzostw Europy U-23, w tym trzy złote: w scratchu (2007 i 2008) oraz drużynowym wyścigu na dochodzenie (2008). Na mistrzostwach świata w Pruszkowie w 2009 roku wspólnie z Joanną Rowsell i Wendy Houvenaghel wywalczyła złoty medal w drużynowym wyścigu na dochodzenie. Na tych samych mistrzostwach Armitstead była druga w scratchu, w którym lepsza była tylko Kubanka Yumari González, a w wyścigu punktowym była trzecia, ulegając tylko Włoszce Giorgii Bronzini i ponownie González. Kolejne dwa medale zdobyła na mistrzostwach świata w Kopenhadze w 2010 roku: razem z Rowsell i Houvenaghel była druga w drużynowym wyścigu na dochodzenie, a indywidualnie zajęła drugie miejsce w omnium, przegrywając tylko z Tarą Whitten z Kanady. Ponadto Elizabeth zdobyła srebrny medal w szosowym wyścigu ze startu wspólnego na igrzyskach Wspólnoty Narodów w Nowym Delhi w 2010 roku. 26 września 2015 zdobyła złoty medal ze startu wspólnego elity kobiet na Mistrzostwach Świata w kolarstwie szosowym w amerykańskim Richmond.

## Najważniejsze osiągnięcia

### Szosa
2007
 1. miejsce w klasyfikacji młodzieżowej Giro d’Italia Femminile
2. miejsce w mistrzostwach Wielkiej Brytanii (start wspólny)
3. miejsce w Tour de l’Ardèche
1. miejsce w klasyfikacji punktowej
1. miejsce na 6. etapie
2010
1. miejsce na 3., 4. i 5. etapie Tour de l’Ardèche
1. miejsce w klasyfikacji punktowej
1. miejsce na 1. etapie Tour de l’Aude
1. miejsce na 6. etapie La Route de France
 2. miejsce na Igrzyskach Wspólnoty Narodów (start wspólny)
2. miejsce w mistrzostwach Wielkiej Brytanii (start wspólny)
9. miejsce w mistrzostwach świata
2011
 1. miejsce w mistrzostwach Wielkiej Brytanii (start wspólny)
1. miejsce na 6. etapie Thüringen Rundfahrt der Frauen
1. miejsce w klasyfikacji punktowej
1. miejsce na 1. etapie Tour of Chongming Island
2. miejsce w Tour of Chongming Island – World Cup
7. miejsce w mistrzostwach świata
2012
1. miejsce w Omloop van het Hageland
1. miejsce w Gandawa-Wevelgem
 2. miejsce na Igrzyskach Olimpijskich (start wspólny)
2. miejsce w mistrzostwach Wielkiej Brytanii (start wspólny)
2013
 1. miejsce w mistrzostwach Wielkiej Brytanii (start wspólny)
2. miejsce w Ridderronde Maastricht
3. miejsce w Holland Ladies Tour
1. miejsce w klasyfikacji sprinterskiej
1. miejsce w klasyfikacji kombinowanej
2014
 1. miejsce na Igrzyskach Wspólnoty Narodów (start wspólny)
 1. miejsce w klasyfikacji Pucharu Świata
1. miejsce w Omloop van het Hageland
1. miejsce w Ronde van Drenthe World Cup
1. miejsce w Otley Grand Prix
2. miejsce w Thüringen Rundfahrt der Frauen
1. miejsce w klasyfikacji punktowej
1. miejsce w klasyfikacji górskiej
1. miejsce na 1. etapie
2. miejsce w Trofeo Alfredo Binda
2. miejsce w Ronde van Vlaanderen
2. miejsce w La Flèche Wallonne Féminine
2. miejsce w Emakumeen Saria
3. miejsce w Drentse 8
3. miejsce w Omloop Het Nieuwsblad
3. miejsce w mistrzostwach Wielkiej Brytanii (start wspólny)
3. miejsce w RideLondon Classique
7. miejsce w mistrzostwach świata (start wspólny)
2015
 1. miejsce w mistrzostwach świata (start wspólny)
 1. miejsce w klasyfikacji Pucharu Świata
 1. miejsce w mistrzostwach Wielkiej Brytanii (start wspólny)
1. miejsce w Ladies Tour of Qatar
1. miejsce w klasyfikacji punktowej
1. miejsce na 3. i 4. etapie
1. miejsce w Trofeo Alfredo Binda
1. miejsce w Boels Rental Hills Classic
1. miejsce w Philadelphia International Cycling Classic
1. miejsce w GP de Plouay
1. miejsce w The Women’s Tour
2. miejsce w Strade Bianche
3. miejsce w Omloop Het Nieuwsblad
2016
 1. miejsce w The Women’s Tour
1. miejsce na 3. etapie
1. miejsce w Omloop Het Nieuwsblad
1. miejsce w Strade Bianche
1. miejsce w Trofeo Alfredo Binda
1. miejsce w Ronde van Vlaanderen
1. miejsce w Boels Rental Hills Classic
 1. miejsce w mistrzostwach świata (jazda druż. na czas)
5. miejsce na Igrzyskach Olimpijskich (start wspólny)
2017
3. miejsce w Strade Bianche
2. miejsce w Amstel Gold Race
2. miejsce w La Flèche Wallonne
2. miejsce w Liège-Bastogne-Liège
2. miejsce w La Course by Le Tour de France
1. miejsce w GP de Plouay